# Igrzyska śmierci: Ballada ptaków i węży
Igrzyska śmierci: Ballada ptaków i węży (ang. The Hunger Games: The Ballad of Songbirds & Snakes) – amerykański film akcji science fiction z 2023 roku w reżyserii Francis Lawrence. Film powstał na podstawie powieści Suzanne Collins Ballada ptaków i węży. W filmie występują Tom Blyth, Rachel Zegler, Hunter Schafer, Jason Schwartzman, Peter Dinklage, Josh Andres Rivera i Viola Davis.
Światowa premiera odbyła się 15 listopada 2023 roku we Francji, dzień później w Węgrzech, a 17 listopada w Stanach Zjednoczonych oraz w innych krajach.

## Fabuła
Osiemnastoletni Coriolanus Snow (Tom Blyth) zamierza skorzystać z szansy, jaką jest rola mentora, i zdobyć sławę. Potężny niegdyś ród Snowów podupadł i przyszłość Coriolanusa zależy od tego, czy zdoła pokonać konkurentów. Tyle że fortuna nie bardzo mu sprzyja, bo otrzymuje poniżające zadanie. W trakcie Dziesiątych Głodowych Igrzysk zostaje mentorem Lucy Gray Baird (Rachel Zegler), dziewczyny z Dystryktu Dwunastego, najbiedniejszego z biednych. Ich losy będą od teraz nierozerwalnie ze sobą splecione – każda decyzja, którą podejmie Snow, może prowadzić do sukcesu lub porażki, triumfu lub klęski. Na arenie rozgrywa się walka na śmierć i życie. Poza areną w Coriolanusie zaczyna budzić się współczucie dla skazanej na zgubę trybutki.

## Obsada
- Tom Blyth(inne języki) jako Coriolanus Snow, mentor w Dziesiątych Głodowych Igrzyskach i przyszły prezydent Panem
  - Dexter Sol Ansell(inne języki) jako młody Coriolanus Snow
  - Donald Sutherland jako starszy Coriolanus Snow w formie archiwalnego nagrania z filmu Igrzyska śmierci: Kosogłos. Część 1
- Rachel Zegler jako Lucy Gray Baird, trybutka z Dystryktu 12 i uczestniczka Głodowych Igrzysk
- Hunter Schafer jako Tigris Snow, starsza kuzynka Coriolanusa oraz stylistka w Igrzyskach i sojuszniczka Katniss Everdeen w Igrzyska śmierci: Kosogłos. Część 2
  - Rosa Gotyler jako młoda Tigris
- Jason Schwartzman jako Lucretius „Lucky” Flickerman
- Peter Dinklage jako dziekan Casca Highbottom
- Josh Andres Rivera jako Sejanus Plinth
- Viola Davis jako dr Volumnia Gaul
- Fionnula Flanagan jako Panibabka, babcia Coriolanusa i Tigris
- Burn Gorman(inne języki) jako dowódca Hoff
- Ashley Liao jako Clemensia Dovecote, koleżanka z klasy Coriolanusa i mentorka Dystryktu 11[6]
- Max Raphael jako Festus Creed, kolega z klasy Coriolanusa i mentor Dystryktu 4[7]
- Zoe Renee(inne języki) jako Lysistrata Vickers, koleżanka z klasy Coriolanusa i mentorka Dystryktu 12[6]
- Aamer Husain jako Felix Ravinstill, kolega z klasy Coriolanusa, syn prezydenta Panem i mentor Dystryktu 11[6]
- Lily Cooper jako Arachine Crane, koleżanka z klasy Coriolanusa i mentorka Dystryktu 10[8]

## Produkcja

### Casting
Tom Blyth otrzymał rolę Coriolanusa Snowa w maju 2022 roku. Rachel Zegler zaproponowano rolę Lucy Grey Baird w styczniu tego samego roku, jednak początkowo odrzuciła propozycję, a później zmieniła zdanie. W czerwcu do obsady dołączyli Josh Andres Rivera, Hunter Schafer i Jason Schwartzman. W następnym miesiącu do obsady połączył Peter Dinklage. 15 sierpnia 2022 roku do obsady dołączyła Viola Davis, a 16 września Fionnula Flanagan i Burn Gorman.

### Prace filmowe
Prace filmowe zaczęły się 11 lipca 2022 we Wrocławiu, a zakończyły 5 listopada tego samego roku w Berlinie. Film był kręconych przy Pomniku Bitwy Narodów w okolicach Lipska, na Strausberger Platz i Stadionie Olimipijskim w Berlinie oraz w Hali Stulecia we Wrocławiu. Halę Stulecia przygotowywano dwa lata na kręcenie w niej filmu, a prace trwały w niej dwadzieścia jeden dni. Niektóre sceny kręcono w parku krajobrazowym w Duisburgu (niem. Landschaftspark Duisburg-Nord), w miejscowości Boguszów-Gorce, w okolicach Wałbrzycha i nad jeziorem we wsi Grzędy.

## Sequel
Gdy w czerwcu 2024 roku została zapowiedziana kolejna książka z serii „Igrzyska śmierci”, Wschód słońca w dniu dożynek, Lionsgate oficjalnie potwierdziło plany o filmowej adaptacji. Akcja filmu ma dziać się dwadzieścia cztery lata przed wydarzeniami z filmu Igrzyska śmierci. Jego premiera planowana jest na 20 listopada 2026 roku.